# Volvo YCC

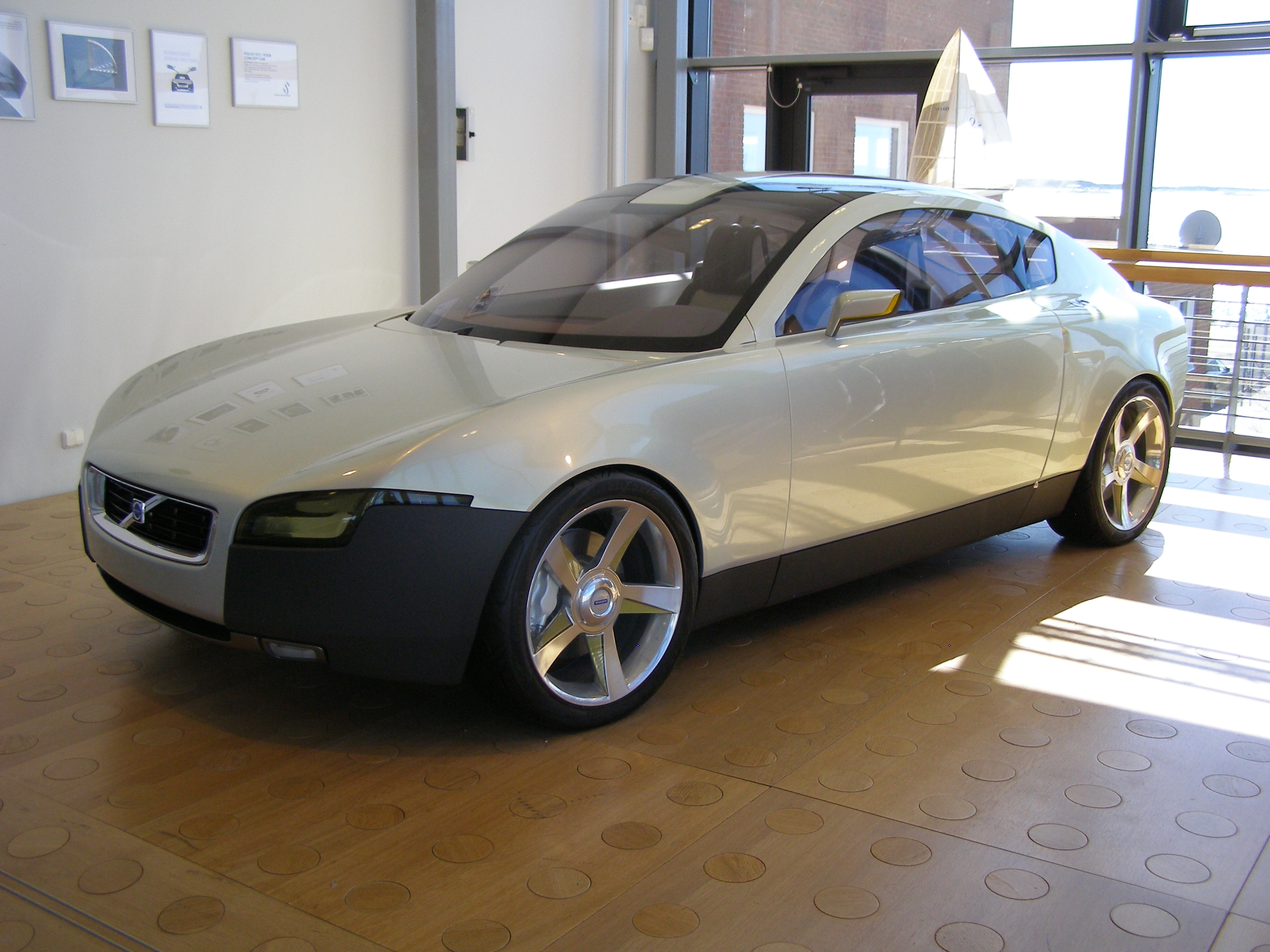
Volvo Konzeptfahrzeug YCC

Der Volvo YCC („Your Concept Car“) war ein Konzeptfahrzeug, das 2004 vorgestellt wurde. Mit dem Projekt sollte speziell auf Bedürfnisse von Fahrerinnen eingegangen werden. So stellte Volvo im Herbst 2001 ein Design Team aus Frauen zusammen, das in den einzelnen Projektphasen u. a. von Maria Widell Christiansen, Eva-Lisa Andersson, Elna Holmberg, Maria Uggla, Camilla Palmertz, Cynthia Charwick, Anna Rosén, Lena Ekelund und Tatiana Butovitsch Temm begleitet wurde.

## Beschreibung
Äußerlich ähnelte das Fahrzeug einem futuristischen viersitzigen Coupé, das keine Motorhaube besaß. Um Zugang zum Motorraum zu erhalten, musste der Fahrzeugvorbau entfernt werden. Dies setzte eine Werkstatt voraus, die mit dem entsprechenden Equipment ausgestattet war. Der Motor war so konzipiert, dass Ölwechsel erst nach 50.000 km nötig war. Das Tanken und ein Auffüllen des Scheibenwischerbehälters wurde über zwei Kugelhähne ohne Deckel ermöglicht. Studien, welche von Volvo durchgeführt wurden, hatten unter anderem ergeben, dass weibliche Fahrer zu entfernende Abdeckungen als besonders störend empfänden.
Das Fahrzeug war mit Reifen mit Notlaufeigenschaften, wie sie auch bei gepanzerten PKW eingesetzt werden, ausgestattet. Somit wurde es ermöglicht, auch nach der Beschädigung eines Reifens noch eine Werkstatt aufzusuchen, und ein Reifenwechsel am Straßenrand konnte vermieden werden.
Als Türen kamen zwei seitliche Flügeltüren zum Einsatz. Ebenfalls hatte das Fahrzeug eine nach oben öffnende Heckklappe, welche Zugang zum Laderaum ermöglichte. Alle drei Türen waren mit Motoren ausgestattet, welche ein funkbasiertes, berührungsloses Öffnen ermöglichten. Durch Druck auf einen einzelnen Knopf am Schlüsselbund wurde die nächstgelegene Tür geöffnet, was es, für jemanden der Taschen voller Lebensmittel oder andere Dinge trug, einfach machte, diese Sachen in das Fahrzeug zu laden, ohne sie auf dem Boden oder dem Bürgersteig abstellen zu müssen.
Die Innenausstattung war auf einfach zu nutzenden Stauraum und gutes Aussehen hin optimiert. Sämtliche Textilteile wie die Sitzflächen oder die Türverkleidungen konnten einfach entfernt werden, um Farbabstimmungen und Oberflächenbeschaffenheiten zu variieren. Die Kopfstützen hatten Einbuchtungen für Fahrerinnen mit Pferdeschwanz. Der Schalthebel sowie der Handbremshebel wurden von der Mittelkonsole entfernt, um den Personen im vorderen Fahrzeugbereich besseren Zugriff auf die großen Stauräume im Armaturenbrett zu geben. Der Rücksitz konnte, ähnlich den Sitzen in Kinos oder Theatern, hochgeklappt werden, um es dem Fahrer zu ermöglichen, große Gegenstände einzuladen, ohne die Heckklappe öffnen zu müssen.
Die Stoßstange und die Karosserie waren aus stabilem, schlagfestem Material gefertigt, um Dellen zu vermeiden. Der Hybridantrieb war zugleich sparsam und kräftig.
Das Fahrzeug wurde von vielen Frauen, die sich dadurch beleidigt fühlten, kontrovers diskutiert. Einige kritisierten, dass ein Auto speziell für Frauen aus stoßresistenten Materialien gefertigt wurde, andere störten sich am Türkonzept, welches eigens entwickelt wurde, um das Beladen mit Einkäufen und das Einsteigen für Kinder zu erleichtern.